# Coppa Italia 1958/59

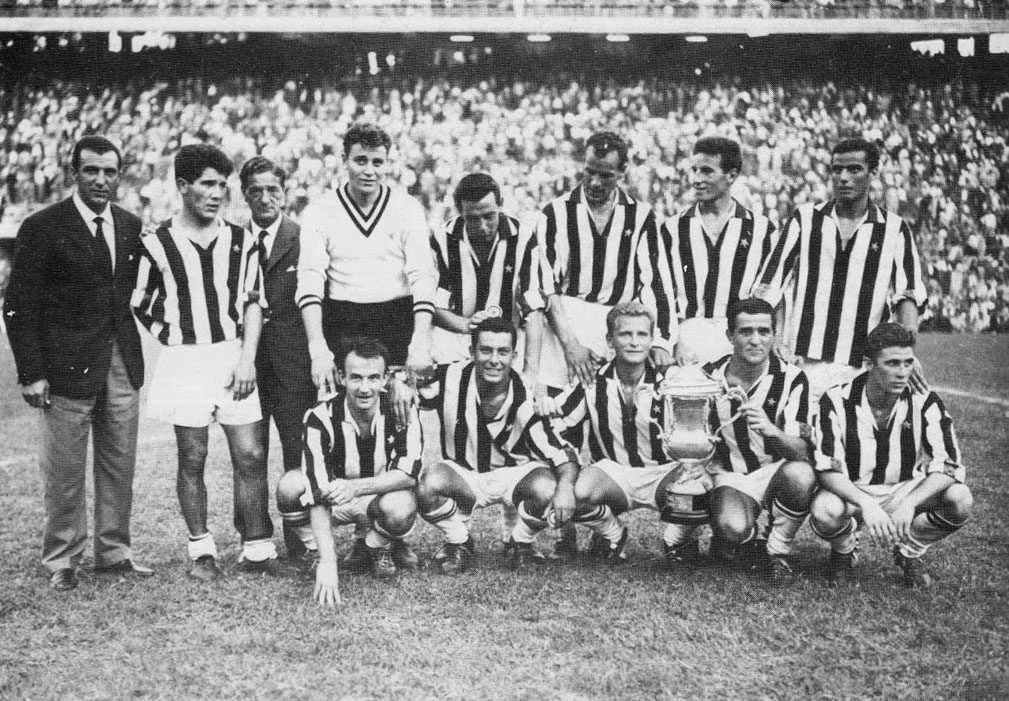
Die Siegermannschaft von Juventus Turin.

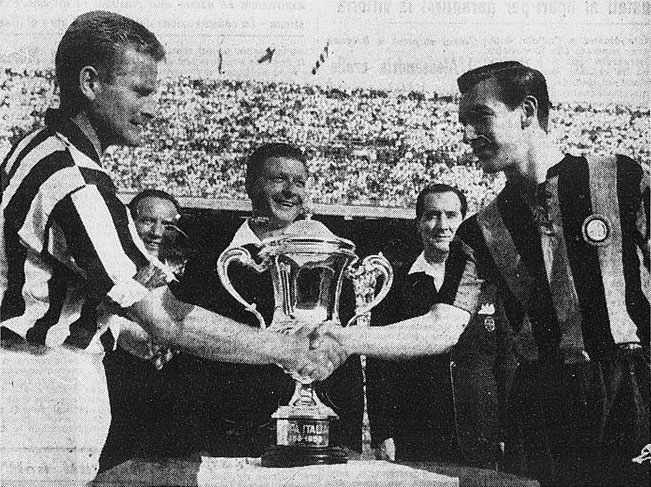
Die beiden Kapitäne von Juventus und Inter, Giampiero Boniperti (l.) und Antonio Angelillo (r.) begrüßen sich vor dem Pokalfinale. Im Hintergrund der Schiedsrichter Cesare Jonni.

Die Coppa Italia 1958/59, den italienischen Fußball-Pokalwettbewerb für Vereinsmannschaften der Saison 1958/59, gewann Juventus Turin. Die Alte Dame setzte sich im Endspiel gegen Inter Mailand durch und konnte die Coppa Italia zum dritten Mal überhaupt gewinnen. Mit 4:1 gewann die Mannschaft von Trainer Carlo Parola und wurde damit Nachfolger von Lazio Rom, das sich im Vorjahr gegen den AC Florenz durchgesetzt hatte, diesmal allerdings bereits im Viertelfinale an Inter Mailand scheiterte.

## 1. Runde
|                      | Ergebnis              |                 |
| -------------------- | --------------------- | --------------- |
| US Anconitana        | 6:2                   | AS Pescara      |
| AS L’Aquila          | 4:3                   | SS Chieti       |
| AS Biellese          | 2:1                   | US Pro Vercelli |
| US Catanzaro         | 1:0                   | AS Cosenza      |
| Foggia Incedit       | 3:1                   | AS Cirio        |
| US Lecce             | 2:1                   | SS Barletta     |
| AS Livorno           | 0:1                   | Fedit Rom       |
| US Lucchese Libertas | 0:4                   | AC Pisa         |
| Ozo Mantova          | 1:0                   | US Cremonese    |
| Marsala FC           | 2:4                   | AS Trapani      |
| US Mestrina          | 2:2 n. V. (4:5 i. E.) | AC Treviso      |
| Pro Patria Calcio    | 2:0                   | Piacenza Calcio |
| SUS Ravenna          | 2:3                   | Forlì FC        |
| US Salernitana       | 3:2                   | US Casertana    |
| US Sanremese         | 5:2                   | AS Casale       |
| AC Siena             | 1:0                   | AC Arezzo       |
| US Siracusa          | 0:2                   | AS Reggina      |
| AC Spezia            | 2:3                   | AC Carbosarda   |
| FC Varese            | 4:2                   | AC Legnano      |

## 2. Runde
|                   | Ergebnis |                  |
| ----------------- | -------- | ---------------- |
| AS L’Aquila       | 2:0      | Zenit Modena     |
| FC Bari 1908      | 5:1      | Foggia Incedit   |
| AS Biellese       | 1:2      | Atalanta Bergamo |
| AC Carbosarda     | 1:0      | US Cagliari      |
| US Catanzaro      | 1:0      | CC Catania       |
| Fedit Rom         | 1:0      | AC Como          |
| US Lecce          | 1:0      | AS Taranto       |
| FC Messina        | 1:0      | AS Reggina       |
| AS Novara         | 1:2      | US Sanremese     |
| US Palermo        | 1:2      | AS Trapani       |
| AC Parma          | 2:3      | Ozo Mantova      |
| AC Pisa           | 1:0      | AC Lecco         |
| AC Pordenone      | 3:2      | Hellas Verona    |
| AC Prato          | 2:1      | US Salernitana   |
| Pro Patria Calcio | 2:1      | AC Brescia       |
| AC Reggiana       | 4:2      | US Anconitana    |
| US Sambenedettese | 2:0      | Forlì FC         |
| Simmenthal Monza  | 1:0      | AC Siena         |
| FC Varese         | 2:0      | AC Vigevano      |
| AC Venedig        | 3:0      | AC Treviso       |

## 3. Runde
|                   | Ergebnis |                   |
| ----------------- | -------- | ----------------- |
| US Alessandria    | 0:3      | Fedit Rom         |
| Atalanta Bergamo  | 4:0      | AS L’Aquila       |
| US Catanzaro      | 0:1      | AS Rom            |
| US Lecce          | 0:1      | AS Bari           |
| Ozo Mantova       | 0:7      | Inter Mailand     |
| AC Neapel         | 5:0      | FC Messina        |
| AC Pisa           | 3:1      | Lanerossi Vicenza |
| AC Pordenone      | 1:2      | Talmore Turin     |
| AC Prato          | 3:2      | AS Trapani        |
| Pro Patria Calcio | 1:3      | CFC Genua         |
| AC Reggiana       | 0:2      | US Triestina      |
| US Sanremese      | 1:2      | AC Venedig        |
| Simmenthal Monza  | 2:1      | AC Carbosarda     |
| SPAL Ferrara      | 3:2      | US Sambenedettese |
| Udinese Calcio    | 1:2      | FC Varese         |

## 4. Runde
|                  | Ergebnis |                  |
| ---------------- | -------- | ---------------- |
| US Alessandria   | 5:0      | AC Pisa          |
| Atalanta Bergamo | 2:1      | SPAL Ferrara     |
| AS Bari          | 0:1      | FC Varese        |
| Fedit Rom        | 1:2      | Simmenthal Monza |
| CFC Genua        | 4:2      | US Triestina     |
| Inter Mailand    | 3:2      | AC Neapel        |
| AS Rom           | 0:1      | AC Venedig       |
| Talmore Turin    | 3:0      | AC Prato         |

## Achtelfinale
|                   | Ergebnis  |                  |
| ----------------- | --------- | ---------------- |
| Atalanta Bergamo  | 1:2       | Talmore Turin    |
| FC Bologna        | 3:2       | AC Mailand       |
| AC Florenz        | 2:1       | Sampdoria Genua  |
| CFC Genua         | 2:1       | Simmenthal Monza |
| Juventus Turin    | 6:2 n. V. | US Alessandria   |
| Lazio Rom         | 3:0       | FC Varese        |
| Marzotto Valdagno | 0:2       | AC Venedig       |
| AC Padova         | 2:3       | Inter Mailand    |

## Viertelfinale
|                | Ergebnis |               |
| -------------- | -------- | ------------- |
| CFC Genua      | 2:1      | FC Bologna    |
| Juventus Turin | 3:1      | AC Florenz    |
| Lazio Rom      | 0:1      | Inter Mailand |
| AC Venedig     | 5:1      | Talmore Turin |

## Halbfinale
|                | Ergebnis |            |
| -------------- | -------- | ---------- |
| Inter Mailand  | 1:0      | AC Venedig |
| Juventus Turin | 3:1      | CFC Genua  |

## Spiel um Platz drei
|           | Ergebnis |            |
| --------- | -------- | ---------- |
| CFC Genua | 2:1      | AC Venedig |

## Finale
| Juventus Turin                                  | Juventus Turin | Inter Mailand | Inter Mailand |
| ----------------------------------------------- | --- | --- | ------------- |
| Juventus Turin                                  | \| Finale \| \| 13. September 1959 in Mailand (Stadio San Siro) \| \| Ergebnis: 4:1 (2:1) \| \| Schiedsrichter: Cesare Jonni \|                                                                                  | \| Finale \| \| 13. September 1959 in Mailand (Stadio San Siro) \| \| Ergebnis: 4:1 (2:1) \| \| Schiedsrichter: Cesare Jonni \|                                                                              | Inter Mailand |
| Juventus Turin                                  | Carlo Mattrel – Ernesto Càstano, Benito Sarti, Sergio Cervato, Flavio Emoli – Umberto Colombo, Bruno Nicolè, Giorgio Stivanello – Giampiero Boniperti, John Charles, Omar Sívori Cheftrainer: Teobaldo Depetrini | Enzo Matteucci – Aristide Guarneri, Mauro Gatti, Amos Cardarelli – Enea Masiero, Bruno Bolchi, Antonio Angelillo, Eugenio Rizzolini – Mauro Bicicli, Eddie Firmani, Mario Corso Cheftrainer: Aldo Campatelli | Inter Mailand |
| Juventus Turin                                  | 1:0 John Charles (7.) 2:0 Sergio Cervato (27.) 3:1 Omar Sívori (63.) 4:1 Sergio Cervato (79.) | 2:1 Mauro Bicicli (36.) | Inter Mailand |
| Finale                                          | | |               |
| 13. September 1959 in Mailand (Stadio San Siro) | | |               |
| Ergebnis: 4:1 (2:1)                             | | |               |
| Schiedsrichter: Cesare Jonni                    | | |               |

## Siegermannschaft
| Juventus Turin | |
| Juventus Turin | - Tor: Carlo Mattrel (3 Spiel/0 Tore); Giuseppe Vavassori (1/0) - Abwehr: Ernesto Castano (3/0); Giuseppe Corradi (2/0); Bruno Garzena (2/0) - Mittelfeld: Piero Aggradi (1/0); Umberto Colombo (3/0); Flavio Emoli (3/0); Rino Ferrario (1/0); Luigi Fuin (1/0); Gianfranco Leoncini (1/0) - Angriff: Giampiero Boniperti (3/0); John Charles (4/5); Bruno Nicolè (3/2); Karl-Erik Palmér (1/0); Omar Sívori (3/5); Gino Stacchini (1/0); Francesco Stacchino (1/0); Giorgio Stivanello (4/1) - Trainer: Teobaldo Depetrini |
| Quelle:        | |